# Concepción (Intibucá)
Concepción é uma cidade hondurenha do departamento de Intibucá. Recebeu o título de município em 1759, com o nome de Guarajambala. Em 1867, recebeu o nome atual. Em 2018, sua população era de 10,741 habitantes.